# The State (album)
Pour les articles homonymes, voir The State.
Albums de Nickelback
Curb (album) Silver Side Up
The State est le 2e album du groupe canadien Nickelback, sorti en 2000.

## Composition du groupe
- Chad Kroeger : chant et guitare
- Ryan Peake : guitare et chœurs
- Mike Kroeger : basse
- Ryan Vikedal : batterie

## Pistes de l'album
1. "Breathe" – 3:58
2. "Cowboy Hat" – 3:56
3. "Leader of Men" – 3:30
4. "Old Enough (en)" – 2:46
5. "Worthy To Say" – 4:06
6. "Diggin' This" – 3:02
7. "Deep" – 2:48
8. "One Last Run" – 3:30
9. "Not Leavin' Yet" – 3:44
10. "Hold Out Your Hand" – 4:08
11. "Leader of Men" (Acoustic) – 3:24